# Sigoulès-et-Flaugeac
Sigoulès-et-Flougeac es una comuna nueva francesa situada en el departamento de Dordoña, de la región de Nueva Aquitania.

## Historia
Fue creada el 1 de enero de 2019, en aplicación de una resolución del prefecto de Dordoña de 6 de noviembre de 2018 con la unión de las comunas de Flaugeac y Sigoulès, pasando a estar el ayuntamiento en la antigua comuna de Sigoulès.

## Demografía
Según los datos aportados en la resolución del prefecto de Dordoña, la comuna se crea con 1498 habitantes.

## Composición
| Comuna fusionada | Código INSEE | Población (2017) | Superficie (km²) | Densidad (hab./km²) |
| ---------------- | ------------ | ---------------- | ---------------- | ------------------- |
| Flaugeac         | 24181        | 325              | 7.35             | 44                  |
| Sigoulès         | 24534        | 900              | 10.86            | 83                  |